# Guioa gracilis
Guioa gracilis là một loài thực vật có hoa trong họ Bồ hòn. Loài này được (Pancher & Sebert) Radlk. mô tả khoa học đầu tiên năm 1879.